# Battaglia di Mjadzel
La battaglia di Mjadzel fu un attacco delle forze russe su Mjadzel. L'esercito russo di stanza a Novgorod guidato da Ivan Chovanskij sconfisse le armate polacche guidate da Mikołaj Judycki e Władysław Wołłowicz. Come risultato l'esercito polacco-lituano si ritirò verso le mura della città di Ljachavičy.

## Antefatto
Alla fine del 1658, le forze polacco-lituane si posero nella regione di Mjadzel, area che in precedenza aveva giurato fedeltà allo zar russo. Molti dei nobili locali (szlachta), ad ogni modo, seguirono l'appello dell'atamano Paweł Jan Sapieha ad aderire all'esercito della confederazione. Dopo la firma del trattato di Valiesar l'esercito russo poté portare le proprie truppe in Lituania per fronteggiare gli svedesi. I russi entrarono in Lituania e conquistarono Breslavia. Alcuni nobili lituani cambiarono nuovamente fronte e disertarono i russi. Ad ogni modo, l'esercito della confederazione disponeva di un numero considerevole di uomini (circa 6000).

## La battaglia
Il 24 gennaio, un corpo di cavalleria russo ("ertaul") composto da 1000 unità venne inviato a provvedere alcuni prigionieri che potessero fornire informazioni sui lituani. Il corpo si scontrò con l'avanguardia dell'esercito lituano presso il villaggio di Postavy e venne schiacciato, catturando la bandiera reggimentale e diversi uomini nemici. Diversi giorni dopo, Chovanskij con altre truppe vennero pure catturati.
Il 29 gennaio, lo ertaul sconfisse un altro distaccamento di truppe lituane presso Mjadzel e lo inseguì sino al villaggio, uccidendo diversi uomini. Qui, i russi incontrarono il grosso delle forze nemiche. Nello scontro successivo, i lituani iniziarono a prevalere, ma sul posto giunsero altri 1000 cavalieri russi di Chovanskij. I lituani iniziarono a credere che il grosso dell'esercito dovesse ancora arrivare sul posto ed il panico prese il sopravvento. I lituani abbandonarono il campo di battaglia in massa e si fermarono solo a Navahrudak. I russi riuscirono ad inseguire il nemico per 30 km ed a catturare i vagoni rifornimenti, tutta l'artiglieria e 200 uomini.

## Conseguenze
Come risultato di questa vittoria, l'esercito russo prese l'iniziativa strategica e reclamò il controllo di gran parte del granducato di Lituania. L'esercito russo iniziò a pianificare un'offensiva su Varsavia. Per la vittoria di Mjadzel, Chovanskij ottenne il titolo di boiardo e venne nominato namestnik di Vjatka.